# 長勝寺 (江戸川区)
長勝寺（ちょうしょうじ）は東京都江戸川区一之江六丁目にある日蓮宗の寺院である。山号は利栄山。天正11年（1583年）に善学院日信が開山したため善学院とも称す。開祖・日信は妙覚寺9世・日住の弟子で、長勝寺は当初、妙覚寺の塔頭であった。旧本山は千葉県市川市中山にある日蓮宗の大本山・正中山法華経寺。古くは法華堂と呼ばれ法華経寺の宿泊所となっていたとされる。

## 縁起
長勝寺の開祖・日信は初め、京都本圀寺14世・日助の弟子で、日蓮が生れ立教開宗した安房小湊を巡錫した際に江戸川区一之江に留まり、二間四面の法華堂を建立し多くの信者を得たという。また法華堂は千葉の大本山・中山法華経寺の宿泊所にもなったと伝わる。
日信は一之江では妙覚寺9世・日住の弟子となり、長勝寺は当初、妙覚寺の塔頭であった。日信は寛永2年（1625年）に没した。
天和元年（1681年）長勝寺は江戸幕府より国家安泰の祈願所として許され、寺社奉行より境内地を年貢免除となる除地として譲り与えられた。その後、長勝寺は元禄（1688-1704年）の頃から盛んになった鬼子母神信仰と共に祈祷所として隆盛し、多くの参詣者が訪れたという。

## 浄行菩薩
境内にある浄行菩薩像は美肌や皮膚病などにご利益があると伝わり、菩薩像をタワシでこすって祈願する参詣者も多い。
浄行菩薩は日蓮宗では四大菩薩に数えられる。四大菩薩とは法華経の第15従地涌出品において、教主釈尊の召命により大地から涌き出した本化地涌の菩薩の中でも上首唱導の師となる菩薩の事で、上行菩薩、無辺行菩薩、浄行菩薩、安立行菩薩をいう。「本化の四菩薩」とも称し末法濁世に現れる法華経を弘通すべき仏勅を受けた菩薩とされる。

## 通称「中寺」
長勝寺は一之江6丁目にある妙覚寺と一之江7丁目にある感應寺の間にある事から通称「中寺（なかでら）」とも呼ばれる。妙覚寺は弘安7年（1284年）開山、感應寺は正応元年（1288年）に真言宗から日蓮宗に改宗したとされ、長勝寺は一之江の日蓮宗３寺の中では比較的新しく戦国時代に建立された寺である。長勝寺の開祖・日信は妙覚寺9世・日住の弟子で、妙覚寺の開祖・日全は感應寺を開基した日進に師事していたと伝わる。

## 交通アクセス
- 一之江駅より徒歩9分（経路案内）。